# Riu Juruá

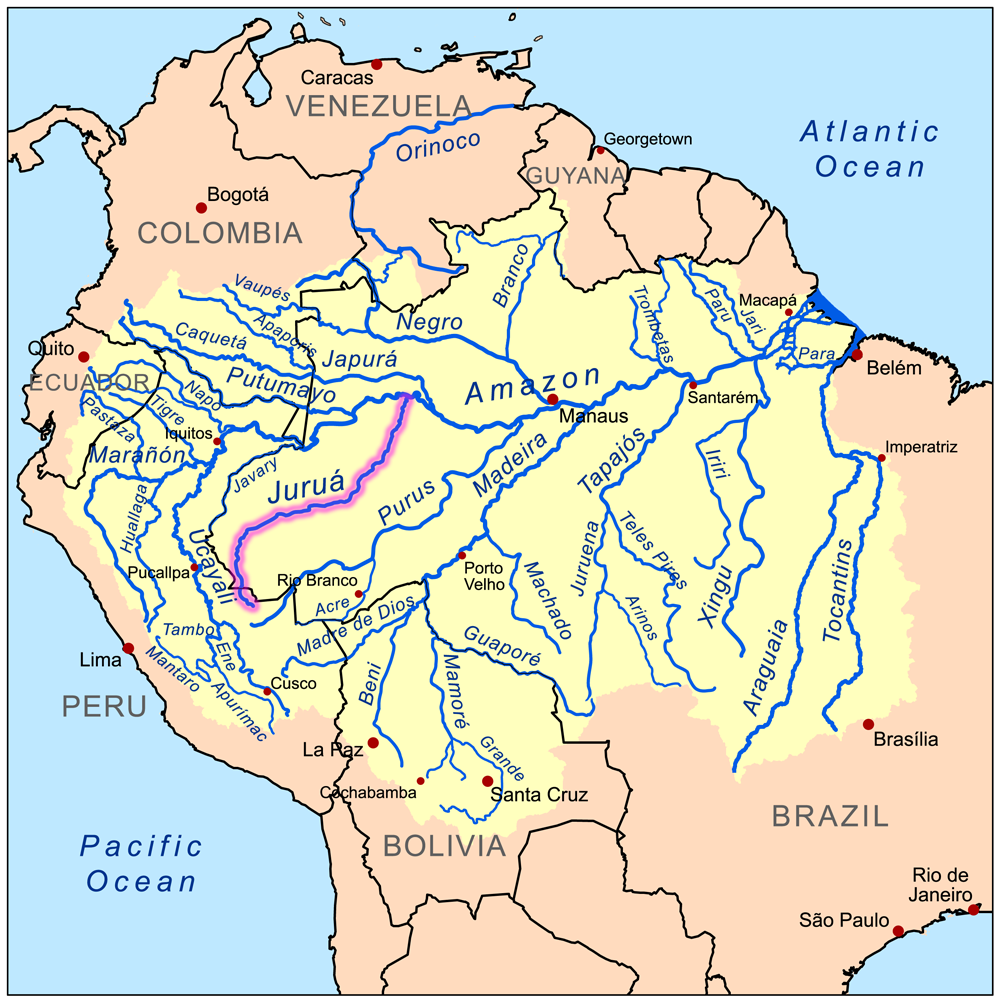
Mapa de la conca del riu Amazones amb el riu Juruá ressaltat

El riu Juruá Jurua o Yurúa és un dels principals afluents del riu Amazones, neix al Perú i passa pels estats brasilers d'Acre i estat d'Amazones. Té una longitud de 3.350 km, essent per això un dels 30 rius més llargs del món.

## Geografia
Neix a les terres altes del Perú a Ucayali, al sud-est de Puerto Portillo. Fluix primer en direcció nord i oest sota el nom de riu Yurúa. Travessa la frontera amb el Brasil prop de la ciutat de Foz do Breu, endinsant-se a l'estat d'Acre i després a l'estat d'Amazones, on el seu curs és paral·lel al del riu Purus fins a desembocar al riu Solimões.
Els seus principals afluents per l'esquerra són, el riu Ipixuna; i per la dreta, el riu Gregorio (370 km), el riu Tarauacá (570 km) (amb el seu afluent, el riu Envira) i els rius Xeruá, Chamorro Gueré i Andurá.
Una part de la selva per on passa està semisubmergida.
La principal ciutat a la seva riba és Cruzeiro do Sul, a Acre (86.725 hab., estimació de 2006), famosa per la seva farina de mandioca.
És navegable en gairebé tot el seu curs.